# Écoche
Écoche è un comune francese di 545 abitanti situato nel dipartimento della Loira della regione dell'Alvernia-Rodano-Alpi.
Appartiene al cantone di Belmont-de-la-Loire e alla circoscrizione (arrondissement) di Roanne.
Si compone di una serie di insediamenti sparsi (Barnay, Le Bourg, Les Brures o Les Bruyères, Le Crêt-Loup, Chiforet, Ci-Juin, Le Couvent, La Forest, Le quartier noir), i cui rappresentanti vanno per tradizione a comporre il consiglio comunale, sebbene una volta eletti rappresentino l'intero comune.
Il paesaggio è costituito da una serie di vallate aperte verso nord, con versanti a volte ripidi, ma cime comunque arrotondate. L'altitudine varia da un minimo di 373 ad un massimo di 791 m s.l.m. e il territorio è occupato prevalentemente da pascoli e foreste.
Le attività svolte sono prevalentemente agricole (allevamento).

## Storia
La parrocchia "de Coches"  viene citata a partire dal XIII secolo. Nel XVI secolo dipendeva dalla signoria di Arcinges. Nel sito di La Forest sono presenti possibili resti di un insediamento di epoca romana.
Durante le guerre di religione francesi, nel 1570 la zona fu devastata da una compagnia protestante (Compagnie de Cours, guidata da Briquemault) che venne quindi sconfitta ed eliminata tra Arcinges ed Écoche, dove venne piantata una croce che tuttora porta il nome di Croix de la Fin ("Croce della Fine").
Il paese si sviluppò in seguito alle attività agricole e di tessitura a domicilio e giunse a contare nel XIX secolo fino a 1 800 abitanti. Nel 1857 una parte del territorio andò a costituire il nuovo comune di Le Cergne, ma Écoche aveva ancora agli inizi del XX secolo più di 1 200 abitanti. Dopo le perdite della prima guerra mondiale, la popolazione si ridusse progressivamente a 308 abitanti nel 1975: diversi terreni vennero abbandonati e molte attività commerciali chiusero. In seguito si ebbe una leggera ricrescita della popolazione, in particolare negli anni 1990.
Le abitazioni risalgono generalmente al XIX secolo. La chiesa di Saint-Bonnet, in stile neogotico, fu interamente ricostruita nel 1840 al posto di quella più antica, con un differente orientamento.

### Simboli
Lo stemma del comune si blasona: d'oro alla testa di cervo di rosso; calzato a forma di abete di verde. 
Lo stemma, creato dalla Conferenza permanente sull'araldica della Loira, ricorda la presenza nell'area di numerosi cervi e gli abeti simboleggiano le foreste di conifere del territorio del comune.

## Società

### Evoluzione demografica
Abitanti censiti